# یاشا تومیچ (سچانگ)
یاشا تومیچ (به صربی: Jaša Tomić) یک منطقهٔ مسکونی در صربستان است که در Sečanj Municipality واقع شده‌است. یاشا تومیچ ۲٬۹۸۲ نفر جمعیت دارد و ۵۲ متر بالاتر از سطح دریا واقع شده‌است.